# Цестица
Цестица је насељено место и седиште општине у Вараждинској жупанији, Хрватска. До територијалне реорганизације у Хрватској налазила се у саставу бивше велике општине Вараждин.

## Становништво
На попису становништва 2011. године, општина Цестица је имала 5.806 становника, од чега у самој Цестици 504.

## Попис1991.
На попису становништва 1991. године, насељено место Цестица је имало 485 становника, следећег националног састава:
| Попис 1991.‍  | Попис 1991.‍  | Попис 1991.‍ | Попис 1991.‍ | Попис 1991.‍ |
| ------------ | ------------ | ----------- | ----------- | ----------- |
|              |              |             |             |             |
| Хрвати       | Хрвати       |             | 462         | 95,25%      |
| Словенци     | Словенци     |             | 6           | 1,23%       |
| Словаци      | Словаци      |             | 1           | 0,20%       |
| неопредељени | неопредељени |             | 12          | 2,47%       |
| непознато    | непознато    |             | 4           | 0,82%       |
| укупно: 485  |              |             |             |             |